# 5채널
5채널(일본어: 5ちゃんねる 고찬네루[*], 약칭: 5ch)은 일본의 익명 커뮤니티 사이트다. 2017년 10월 1일부터 2ch(일본어: 2ちゃんねる 니찬네루[*])이라는 이름에서 현재의 이름으로 명칭이 변경되었다.

## 개요
1999년 5월 30일, 니시무라 히로유키(西村博之)가 개설한 게시판을 전신으로 발전하여, 최초의 개설자인 니시무라와 투표로 뽑힌 이른바 삭제인으로 불리는 자원봉사로 구성되는 운영진에 의해 관리되고 있다. 배너 광고로 운영되고 있다.
게시판은 600여개의 그룹으로 되어 있으며, 각각의 그룹 안에는 수백 개의 스레드가 있다. 스레드에 글이 1000개가 넘으면 누군가가 나서서 스레드를 새로 만들어 이어간다. 옛 스레드는 어딘가에 보관되어 있다가 삭제된다. 최근에는 이러한 옛 스레드들을 유료로 공개하는 사이트까지 생겼다.
2채널의 특징은 익명성이다. 대한민국의 웹사이트 대부분은 활동을 하려면 가입을 해야 하며 개인 정보를 필요로 한다. 하지만, 2채널에서는 익명성을 기본으로 하며, 이름을 쓰는 공간은 있지만 잘 쓰이지 않는다. 디시인사이드처럼 2채널만의 독특한 표현(2채널 용어)이 널리 쓰인다. 일본에서 대한민국의 디시인사이드와 같은 인지도를 가지고 있다.
접속시에는 선정성 광고가 나오므로 주의해야 한다.

## 역사
- 1999년 5월 30일 - 히로유키가 금지된 단어 등의 제약이 많이 생긴 게시판 사이트인 아메조의 피난소로서 “2채널”을 설립하였으며, 익명 게시판으로 시작했다.
- 8월 23일 - 주간 아스키와 텔레비전 등에서 2채널이 처음 소개된다.
- 12월 30일 - 아메조가 정식으로 폐지되면서 2년 3개월의 역사에 마침표를 찍게 되었다. 이로 인해 아메조의 사용자들은 대부분 2채널로 이동하면서 거대한 규모로 성장해 나간다. 이러한 트롤 행위는 히로유키 마사유키에 의해 일어났다는 설도 있지만 정확한 내용은 알 수 없다.
- 2000년 5월 3일 - 니시테쓰 버스잭 사건이 발생했는데, 이는 범인이 2채널러로 알려진 최초의 사건이다.
- 2001년 8월 25일 - 액세스 양의 증대로 인해 서버 상태가 나빠지면서 2채널의 게시판이 차례차례 폐쇄되었으며, 2채널 시작 이래 폐쇄위기를 맞았다.
- 2003년 1월 - 모든 게시물에 IP 주소 기록과 보존을 실행에 옮겼다. 이로써 2채널은 익명 게시판의 기능을 잃게 되었다. 이러한 결정의 배경은 “모 초등학교의 유아를 살해한다” 등의 게시물을 올린 사건이나 기업의 명예 훼손 그3리고 범죄의 발판으로 2채널이 이용되는 사례가 증가했다. (범죄 예고는 이전부터 기록되었지만, 이러한 불평은 네타로 취급되어 상대하지 않았다고 전해진다).
- 2004년 3월 14일 - 독신 남성판(통칭 독남판)에서 후에 “전차남”이라고 부르는 남성이 투고를 개시했는데, 그와 주고받은 모음 사이트·플래시화 뿐만 아니라 서적 (간행본화·소설화, 번역화)·만화·영화·텔레비전 드라마·무대판으로도 나왔으며, 만화화·영화화의 저작권료는 같은 해 10월에 발생한 니가타 현 주에쓰 지진 피해 지역의 복구3ㅅ를 지원하는 데에 사용되었다. 이는 2채널 최초의 긍정적인 조명 사례로 평가받기도 한다.
- 2005년 8월 22일 - O-Zone의 “드라고스테아 딘 테이”(Dragostea din tei)가 오리콘 앨범 차트 종합 1위라는 대히트를 기록해 일본에 마이아히 열풍을 일으키는 사회 현상이 일어났다. 대히트의 원동력이 된 뮤직비디오에서 “모나” 등의 아스키 아트(AA) 캐릭터와 흡사한 캐릭터가 등장했는데, 9월 1일부터 이 캐릭터를 에이벡스 네트워크가 “노마네코”라고 이름을 붙인 상품을 판매하기 시작했다. 이는 “인터넷 상의 공유 재산인 아스키 아트 캐릭터를 독점해 돈벌이 수단으로 이용하고 있다”라고 비난하는 축제가 시작되었다.
- 2007년 1월 12일 - 도쿄 지방 법원이 2006년 8월에 관리인 니시무라 히로유키에 대한 정보 공개 요구를 제기한 공개 가처분 결정을 내렸으며, 당사자가 가처분을 이행하지 않기 때문에 간접강제로 하루에 5만 엔의 제재금을 부과하도록 요구했다. 이를 인정하고 있던 도쿄 도의 회사원 남성 (35)이 도쿄 지방 법원에 “500만 엔에 이르는 누적된 제재금도 방치하고 있어 채무 불이행이다”라고 하며 “2채널의 도메인명 (2ch.net)”을 포함한 니시무라 히로유키의 전 재산의 가차압을 신청했다고 석간 후지가 보도했다. 만약 도메인이 압류되어 도메인의 접속처가 변경되었을 경우 2채널은 그 주소를 새로운 메인에 변경·공포하지 않는 한 사실상 폐쇄된다.
- 2007년 1월 16일 - 히로유키에 대한 제3자 파산선고가 제기되어 이전의 도메인이 압류와 함께 2채널 폐쇄설이 가속화되었다.
- 2017년 10월 1일 - 2ch에서 5ch로 변경했다.

## 게시판 구조
5채널은 스레드 플로트형 게시판을 채용하고 있다. 이 게시판은 투고가 많은 게시물이 최신으로 정렬되기 때문에 최근화제를 접하기 쉬운 장점이 있다. 게시판은 커다란 주제별 단위인 카테고리로 대별되며, 각 카테고리별로 다시 개별판으로 나뉜다. 예를 들어 식문화(카테고리)-초밥(판) 약 730개의 판이 있으나, 판마다 이용자수는 큰 폭의 차이가 있다. 이용자가 별로 없는 판은 과소판이라고 부른다. 각 판마다 그 화제에 맞춰 올리는 스레드가 존재한다. 게시판의 투고와 열람은 이 스레를 통해 이루어진다. 투고가 이루어진 문장은 레스라고 한다.
대부분 상설 게시판이나, 바겐판이나, 올림픽전용판 등 특정시기에만 임시개설하는 판도 있다. 관리인 니시무라 히로유키의 생일을 축하하는 판도 개설된 일이 있다.
투고시, 이름을 써넣는 란에 아무것도 써넣지 않으면, 기본적으로 무명씨(名無しさん 나나시산[*])로 표시된다. 즉 익명투고가 된다. 일부 특정 닉네임을 쓰는 자도 있으나, 대부분 익명을 선호하는 일본인들의 기호 때문에 익명투고가 많다. 익명임을 나타내는 익명 닉네임(무명씨)은 각 게시판의 성격에 따라 이름을 달리하기도 한다.

## 스레드
5채널의 스레드는 한 스레드의 용량이 게시물이 1000건, 또는 용량 500Kbyte로 제한되어 있다. 인기있는 게시물은 1000건이 가까워지거나 용량이 500Kbyte에 가까워지면 Part2)나 제2스레 등 동일한 제목에 다음 순서를 붙인 스레드를 작성하여 이용자들에게 참가를 유도한다(이러한 연번은 스레드 화제와 관련있는 표현을 쓰는 경우가 많다. 학교 관련 스레드는 O시간째, 사건 관련 스레드는 O건째, 야구 관계 스레드는 제O호 등).
참가자 수나 투고 게시물의 수가 증가하여 특정 서버의 부하가 커지면, 일반 브라우저로는 접속할 수 없게 되는 히토오오스기(人大杉)라는 현상이 발생한다. 이런 경우, 게시물을 보려면 2채널 전용 브라우저가 필요하다.

## 5채널의 공격성과 관련 사건

### 정치 및 국가 관계
5채널의 이용자층은 10~30대의 젊은 남성이 중심이며, 정치적으로는 일본 민족주의-극우성향이 주류를 이루고 있다. 좌파임을 자처하는 이용자도 있으나 극소수에 불과하다. 정당으로는 자민당 내에서도 매파(강경파)계열 지지이며, 특히 이시하라 신타로, 아소 타로등 극우, 보수우익적 발언을 거침없이 표현하는 정치인에 대해 지지가 높다. 국가로서는 중국, 한국 등 이른바 "반일 국가"로 낙인찍힌 아시아 국가에 대한 과격, 혐오 발언이 끊이지 않는다. 그중에서도 대한민국과 조선민주주의인민공화국, 재일 한국인 등 한민족을 적대시하거나 차별하는 발언 그리고 이에 대한 부정적인 시각이 가장 심한 것으로 알려져 있다.
5채널의 이러한 부정적 대한인식은 여러 가지 복합적 요소가 작용하고 있는데, 주요한 이유는 과거 식민지 지배로 인한 우월감과 그로 인한 한국인에 대한 경멸감, 일본 내의 최대 소수민족 집단인 재일한국인 문제 등이 오래전부터 있어온 요인이라 한다면, 인터넷 활성화 이후 한국의 반일감정을 직접적으로 접하게 된 반작용, 북한의 일본인 납치사건, 2002년 FIFA 월드컵 때의 시비 문제 등은 근래에 들어 이러한 2채널의 혐한 성향을 부추긴 주요 요인들이라 할 수 있다. 이러한 혐한 발언은 특히 전후맥락없이 관계없는 게시판등에서도 광범위하게 발견되는등, 5채널 전체적으로 만연한 문제이다. 이들은 모든 부정적인 사물이나 사건에 한국을 연관시키는 것으로 유명하다. 쫑 등 한국인에 대한 차별 용어의 일상적 사용은 예사이지만, 새로운 모멸 용어들을 부지기수로 만들어 일종의 오락화하고 있다. 맥락없는 혐한게시물을 일삼는 이용자를 가리켜 혐한주(嫌韓厨 켄칸추[*])라고 부른다.
현재 5채널에서 한국 관련 정보를 다루는 게시판은 본래 한국어를 학술적으로 다루는 게시판이었던 한글판, 성인 코너인 한국미인판, AA캐릭터를 다루는 니다판등이 있으며,특히 한글판은 5채널의 5대 쮸보판(가장 악플이 심한 판)에 속한다. 5채널에서 만들어진 각종 혐한캐릭터들과 신조어들은 일본 네티즌들에게 막대한 영향을 끼치고 있으며, 일본의 인터넷에서 쉽게 찾아볼 수 있는 혐한내용의 사이트들의 각종 반한선동선전및 허위 정보들의 원천이 되는등 그 영향력이 지대하다. 현재는 2채널에 국한되지 않고, 일본의 각종 개인 블로그, 일본어 위키백과 및 유튜브에 이르기까지 혐한선전이 확대되고 있다.
2004년 1월 10일에는 한국을 비하하는 인터넷 사이트인 'K국의 방식'이 개설되자 이에 분노한 한국 네티즌들이 'K국의 방식'을 공격했다. 이 사건을 사이버 '갑신왜란'이라고도 하였으며, 수많은 사이트가 공격받았다. 한편 한국 네티즌들은 'K국의 방식'이라는 사이트에 대응하여 'J국의 방식'이라는 사이트를 개설했다. 그 후 일본 네티즌들이 'J국의 방식'을 공격하여 접속을 불가능하도록 만들었다.
2008년 12월 14일에는 5채널 접속이 불가능하자, 일부 일본 네티즌들이 대한민국의 민간 사이버 외교 사절단 반크를 원인으로 지목하고, 반크에 사이버 테러를 가하자고 하여 반크 사이트를 공격하는 구체적인 방법이 여러 게시물로 기술되어 퍼져나갔고, 12월 14일 저녁, 반크의 해외 사이트는 트래픽 용량 초과로 접속이 불가능하게 되었다.（사실 반크의 해외 사이트에 사이버 테러를 가한 사이트는 대한민국의 한 사이트인 디시인사이드였다） 이에 반크는 홈페이지를 살리기 위해 일시적으로 해외 사이트 접속을 중단하는 일이 벌어졌고, 2008년 12월 16일 오전까지 반크의 해외 사이트 접속이 중단되는 사태를 맞게 되었다.
이후 2008년 12월 16일 저녁, 한국에서는 각 방송사 별로 일본 네티즌들의 반크 공격을 보도했으며, 반크는 입증할 자료가 있으나 이번 한 번만은 지켜보겠다는 입장을 내보였다. 한편, 반크의 해외 사이트 공격이 일본 네티즌들의 공격임이 보도되자, 즉각적으로 대한민국의 네티즌들은 일본 네티즌들의 행위를 규탄하는 게시물들을 올렸으며, 일본 외무성에 대한 2차 공격을 가자고 하기도 하였다. 이번 사이버 테러에 대해 일본 네티즌들은 ‘김연아 선수가 아사다 마오에 밀려 2등을 하자 이에 격분한 한국 네티즌들이 자신들의 사이트를 먼저 공격했다’는 주장을 내세우며 자신들의 사이버 테러 공격을 정당화시키려 하고 있다.
동아시아 국가 이외의 국가에 대해서는 일반적으로 테러와 관련하여 미국을 옹호하고 아랍인을 일방적으로 비난하는 반유대주의 혹은 반이슬람주의 성향이 있다. 또한 일시적으로 일본과 마찰을 빚는 국가(알베르토 후지모리 전 대통령에 관한 문제를 둘러싼 페루와의 마찰 등)를 적대시하는 발언도 있다. 예를 들어 2007년 12월 일본과 오스트레일리아 양국이 포경 갈등 문제로 인해 오스트레일리아를 인종차별 반일 국가로 비판하는 한편 '오스토코리아' (오스트레일리아와 코리아의 합성어로, 오스트레일리아가 대한민국과 같은 반일 국가임을 빗대는 멸칭)라고 조롱하며 혐오하는 반(反) 오스트레일리아 감정을 띤 스레가 현재까지 연이어 쏟아지고 있다. 또한 제2차 세계 대전 당시의 교전국이었던 영국과 네덜란드 등을 반일국가로 공격하는 경우도 종종 있다. 이에 비하여 타이완과 구 삼국 군사 동맹의 대상국이었던 독일 등에 대해서는 우호적인 편이며, 국가를 친일과 반일 두 가지로 분류하는 경향이 있다.

### 일본 국내
전통적 피차별계층인 부라쿠민과 오키나와인들에 대한 차별의식이 크다. 이들을 가리키는 각종 차별적 은어도 여러 가지이며, 일부 일본인은 2채널을 통해 부라쿠민 문제와 오키나와인들에 대한 차별문제의 심각성을 인식하게 되었다고도 말할 정도다. 종교적으로는 창가학회 및 공명당에 대해 반발의식이 있으며, 사회민주당, 민주당, 공산당 등도 반일좌익으로 규정하고 혐오한다. 그외 학력, 장애여부에 따른 차별, 지역차별(도쿄 지상주의와 반긴키주의) 등도 두드러지며, 여성주의및 페미니스트등도 이들이 적대시하는 집단에 속한다.

### 2010년 삼일절 사이버 전쟁
2009년 겨울, 러시아로 유학간 한국인 학생이 러시아인에게 구타 당한 사건에 대해 '걔가 죽었는데, 왜 뉴스에?', '더 죽여라!', '그 러시아인들에게 훈장!', '한국인이 나빠서 그런거야.', '한국인이 죽는 건 당연.' 등의 발언이 나왔다. 여기에 그치지 않고, 2010년 벤쿠버 올림픽에서 한국 선수인 김연아의 압도적인 점수로 아사다 마오를 누르자, 김연아 선수가 심판들을 매수하였다는 등 근거 없는 말까지 흘러나왔다. 이 두 사건으로 인해 디시인사이드와 웃긴대학을 비롯한 한국 웹사이트가 2채널을 테러하게 되는데, 이 때가 2010년 3월 1일이다. 이 사건으로 2ch내 게시판 대부분이 마비되었으며 2ch는 FBI에 자료를 제출해 수사를 의뢰하기도 했다.이 사건으로 반크가 1시간동안 먹통이 되기도 하였고 2ch에서 한국의 IP를 며칠동안 제한하는 사태가 벌어지기도 하였다. 사람들은 이사건을 경인대첩이라고 한다

### 2011년 8·15 사이버 전쟁
2011년 8월 초 넷테러대응연합에서 8월 15일에 2채널을 공격할 것을 계획함으로써 생긴 사건이다. 2011년 임수정 선수가 일본인 개그맨에게 심하게 구타를 당한 사건, 일본 자민당 의원의 독도 도발 사건 등으로 반일 감정이 고조된 한국 누리꾼들 중 혐한 누리꾼이 많은 2채널을 공격 대상으로 삼았다.
7월 30일 네이버에 넷테러대응연합이라는 카페가 개설되었으며, 8월 12일 오후 2시, 한국 누리꾼들이 2채널에 도배 테러 공격을 개시하였고, 20분 후 공격을 중지하였다. 당초 오후 3시에 공격을 시작할 예정이었으나, 2채널 누리꾼들이 한국 누리꾼의 공격 계획을 알아채고 2채널 곳곳에 악성 프로그램을 설치하자는 말이 나오자, 한국 누리꾼들이 이것을 알아채고 시간을 앞당겨 공격했다는 말도 있다.
다만, 공격 당일 2채널의 반응이 미온적인데다 전날 발생한 관리자 계정이 해킹된 사태와 겹쳐 국내의 반대 여론도 거세지자, 넷테러대응연합은 선제 공격을 포기하고 공격을 받는 경우에만 반격을 하기로 결정하였고, 디시인사이드에서도 비슷한 결정을 내렸다. 그리고 선제 공격이 오지 않음에 따라 8월 15일도 무사히 지나갔다.

## 게시판 토너먼트
2채널에는 전체 게시판 인기 토너먼트(일본어: 全板人気トーナメント)가 있는데 이 대회는 전자게시판 2채널에서 제일 인기가 있는 게시판을 뽑는 토너먼트 대회로로, 현재까지 3회 개최되었다. 사이모에 토너먼트에서 파생된 대회로, 2채널 최대 이벤트 규모이다. 2002년부터 3년에 한번씩, 봄에서 여름까지 열린다. 개최기간은 3개월. 제 1회 우승은 다운로드 소프트 게시판이 제2회는 뉴스 속보(VIP)판 제 3회 우승은 네트게 실황 게시판이 차지했다.

## 같이 보기
- 2채널러
- 디시인사이드
- 눈물 나는 2채널
- 재일인정
- 전차남
- 후타바 채널
- 일본의 우익 단체
- 일본문화채널 사쿠라
- 일베저장소
- 쿠네쿠네

## 참고
1. ↑  “Meet Hiroyuki Nishimura, the Bad Boy of the Japanese Internet”. Wired. 2008년 5월 19일. 2008년 5월 27일에 원본 문서에서 보존된 문서. 2008년 6월 6일에 확인함.
2. ↑  야스쿠니 신사참배에 대해 어떤 기자가 아시아의 반대의견라고 표현한 것에 대해 아소 타로 당시 외상이 특정 아시아 국가를 제외하면 문제가 없다고 표현한 것에 유래하여 특정아시아국가 (약칭 특아)로 부른다.기타 동북아 3대 바보국가 등으로 부르기도 한다.
3. ↑  쮸는 쮸보(厨房)의 줄임말로, 직역한 의미는 한국어 '중딩(중학생)'에 해당한다. 용법상 의미는 유치한 게시물이나 발언을 일삼아 게시판의 질서를 어지럽히는 자라는 의미로서 '초딩(초등학생)'에 가깝다.
4. ↑  반크가 공개한 日네티즌 공격입증 자료